# John Rolt
Pour les articles homonymes, voir Rolt.
John Rolt (5 octobre 1804 - 6 juin 1871) est un avocat, homme politique conservateur et juge anglais qui est procureur général sous Lord Derby.

## Jeunesse
John est le deuxième fils de James Rolt, un marchand de Calcutta, et d'Anne Braine. Il est né à Calcutta et vient en Angleterre avec sa mère vers 1810. Il fait ses études dans des écoles privées dissidentes à Chipping Norton et Islington. Son père meurt en 1813 et sa mère l'année suivante. Vers Noël 1818, Rolt est apprenti dans une entreprise londonienne de draperies de laine. Bien que ses heures de travail soient longues, il réussit, en se levant tôt et en lisant tout en marchant, à s'instruire. À l'expiration de ses contrats en 1822-1823, il trouve un emploi dans un entrepôt de Manchester à Newgate Street, qu'il échange en 1827 contre un stage dans un bureau de surveillant à Doctors' Commons. Il est ensuite secrétaire dans une école pour orphelins et à l'école Mill Hill .

## Carrières juridiques et politiques
Entre-temps, il poursuit ses études et entre en 1833 à l'Inner Temple, où il est admis au barreau le 9 juin 1837. Se cantonnant à la Cour de chancellerie, il acquiert rapidement une pratique étendue, notamment à la suite de son avis pour un grand cabinet londonien dans Stubbs v Lister  qui l'amène également à se lier d'amitié avec Edwin Wilkins Field . Il devient conseiller de la reine pendant les vacances de la Trinité en 1846. Après quelques tentatives infructueuses d'entrer au parlement, il est élu pour les conservateurs à West Gloucestershire le 31 mars 1857 et continue pendant dix ans à représenter la même circonscription. En 1862, il fait adopter à la Chambre des communes la mesure connue sous le nom de Rolt's Act  par laquelle une étape importante est franchie vers la fusion du droit et de l'équité. En 1866, il succède à Sir Hugh Cairns comme procureur général le 29 octobre et est fait chevalier le 10 novembre .
Le 18 juillet 1867, il succède à sir George James Turner comme Lord Justice of Appeal et le 3 août prête serment au Conseil privé. Une paralysie naissante, due à un surmenage prolongé, l'oblige à démissionner en février 1868, et le 6 juin 1871, il meurt dans sa propriété, Ozleworth Park, Wotton-under-Edge, Gloucestershire. Il est enterré le 12 juin dans le cimetière d'Ozleworth .

## Vie privée et familiale
Au début de sa vie, Rolt abandonne les dissidents et devient un adhérent passionné de l'Église d'Angleterre . Il se marie deux fois :
- En 1826 à Sarah (morte en 1850), fille de Thomas Bosworth de Bosworth, Leicestershire. Le couple a quatre filles et un fils.
- En 1857 à Elizabeth (morte en 1867), fille de Stephen Godson of Croydon. Le couple a un fils.

## Sources
- Law Magazine (1873–4), 117–55 [JW];
- The Times, 8 juin 1871 ;
- Journal des avocats, 15 (1870-1871), 580-81 ;
- Journal juridique, 9 juin 1871, 381.
- Le Quesne, CT (ed) (1939) Mémoires de Sir John Rolt ·
- (en)  J. M. Rigg, « Rolt, John », dans Sidney Lee, Dictionary of National Biography, vol. 49, Londres, Smith, Elder & Co, 1897.
- —, rév. P. Polden (2004) " Rolt, Sir John (1804–1871) ", Oxford Dictionary of National Biography, Oxford University Press, consulté le 8 novembre 2008]